# アンティフォナ
アンティフォナ (羅 antiphona)、アンティフォーナ（古典ギリシャ語中性名詞、複数主格 αντιφωνα / 単数主格 αντιφωνον （アンティフォーノン））、アンティフォン（英語/ロシア語） は、キリスト教聖歌の隊形の1つで、合唱を2つに分けて交互に歌う。東西の聖・公・使徒伝承教会（カトリック教会と正教会）で、現在も一般的に行なわれている。

## 呼び名

### カトリック教会
ラテン語のアンティフォナは、ギリシャ語の発音を受け継ぎ、第2バチカン公会議まではカトリック教会における正式な呼び方であったが、公会議以降は各国語に訳されたものを使用することが推奨されたため、現在では歴史的な言い回しになりつつある。
日本のカトリック協議会では「交唱」という訳の使用を勧めている。
また、西方教会の影響下で発展した西洋音楽の領域ではラテン語の「アンティフォナ」を踏襲するかあるいは各国語の表記を現在一般に用いている。

### 正教会
初代教会以来、連綿とビザンチン典礼を受け継ぐ正教会では、各国の言葉で各々呼ばれている。
ギリシア正教会では、ギリシャ語で、連祷など一群の応答を総称して複数形 αντιφωνα（アンティフォーナ）、此の形式での一連の歌に単数形 αντιφωνον（アンティフォーノン）を用いている。
ロシア正教会では、ロシア語の антифон（アンティフォン）と呼ばれる。
ロシア教会から初めに宣教された日本ハリストス正教会では、「倡和詞（アンティフォン）」と訳されて祈祷書に載っている。「応答歌」という訳語は「イパコイ」という別の形式の聖歌に用いている。

## 様式

### ギリシャ世界
紀元前のギリシャ世界でアンティポーノン（アンティフォーノン）はオクターブでの斉唱を指していた。
合唱を2つに分けて交互に歌う歌い方は非常に古い起源を持ち、初期キリスト教の時代にすでにあった。

### 英国国教会
英国国教会で使用されている anthem（アンセム）は、宗教改革まではカトリック教会のアンティフォナと内容が全く同じであったが、宗教改革以降は聖歌全体に対する総称に変わった。

### 正教会
日本ハリストス正教会では聖体礼儀をはじめとする奉神礼に於いて、隊形を名前の通りに分けて行なうか否かは機会に依るが、その時に歌われる聖歌はいつも「アンティフォン」と呼んでいる。
聖体礼儀では「第一」から「第三」まで3つあり、祭日でない通常の主日は、「第一」「第二」の歌詞は聖詠経から採られ「第三」は「真福九端」（マタイ5:3-12）が歌われる。

### カトリック教会
カトリック教会では、ローマ聖歌、アンブロジウス聖歌、グレゴリオ聖歌等で歌われ、歌詞は聖書から採られるが、その中でも特に旧約聖書の詩篇からが多い。
そしてアンティフォナは詩篇唱の前後に分けて歌われるのが普通であった。
特に、聖務日課の「終課（Completorium）」に於いては、以下に挙げる4つの聖母マリアのアンティフォナのうち1つを必ず歌うことになっていた。
- "Ave Regina Caelorum"「アヴェ・レジーナ・チェロールム（幸いなるかな天の女王）」
- "Regina Caeli"「レジーナ・チェリ（天の女王）」
- "Salve Regina"「サルヴェ・レジーナ（幸いなるかな女王）」
- "Alma Redemptoris Mater"「アルマ・レデンプトリス・マーテル（救い主のうるわしき母）」